# Manuscrits econòmics i filosòfics de 1844
Els Manuscrits econòmics i filosòfics de 1844 (també coneguts com Els manuscrits de París) són un dels textos més famosos de Karl Marx escrits durant la seva estada a París el 1844. Els temes que Marx aborda s'han convertit en problemes clàssics de la filosofia, com el problema de l'alienació. Marx també practica la filosofia en la nova forma de crítica de l'economia política.

## Context
Els quaderns són una expressió primerenca de l'anàlisi de Marx de l'economia, principalment a partir d'Adam Smith i de la crítica de la filosofia de G. W. F. Hegel. Die Bewegung der Produktion de Friedrich Wilhelm Schulz també és una influència clau. Els quaderns cobreixen un ampli ventall de temes que inclouen la propietat privada, el comunisme i els diners. Són més coneguts per la seva expressió primerenca de l'argument de Marx segons el qual les condicions de les societats industrials modernes donen lloc a l'alienació (o alienació) dels treballadors assalariats del seu propi treball, dels seus propis productes i, a la vegada, d'ells mateixos.
Com que els manuscrits de 1844 mostren el pensament de Marx en el moment de la seva gènesi primerenca, la seva publicació, en anglès el 1959, ha afectat profundament la recent investigació sobre Marx i el marxisme, particularment pel que fa a la relació del marxisme amb l'idealisme alemany. El jove Marx havia estat relativament ignorat fins fa poc, perquè les seves primeres obres eren considerades més "filosòfiques" i per alguns no tan "científiques", és a dir, "econòmiques", com en Das Kapital. Tanmateix, els humanistes marxistes consideren aquest llibre com un dels textos més importants de Marx i crucial per comprendre tot el seu pensament.
En el primer manuscrit hi ha extenses cites sobre economia d'Adam Smith. Marx exposa la seva teoria de l'alienació, que va adaptar (no sense canvis) de "L'essència del cristianisme" (1841) de Feuerbach. Explica com, sota el capitalisme, cada vegada més gent confia en el "treball" per viure. És a dir, abans que les persones pugui confiar en part en la mateixa natura per a les seves "necessitats naturals", a la societat moderna, si hom vol menjar, cal treballar: només amb els diners es pot sobreviure. Així, si l'alienació del treballador consisteix a ser un “esclau del seu objecte”, el treballador queda doblement alienat: “primer, rep un objecte de treball, és a dir, troba feina" i, en segon lloc, rep mitjans de subsistència, per la qual cosa li deu al fet de [treballar] la possibilitat d'existir primer com a treballador, segon com a subjecte físic. L'última palla d'aquesta servitud és que només és la seva qualitat de treballador, la que li permet continuar conservant-se com a subjecte físic, i només com a subjecte físic pot ser treballador". És a dir, que el treballador confia en la mà d'obra per obtenir diners per poder viure, però no viu, només sobreviu, com a treballador. El treball només s'utilitza per crear més riquesa, en lloc d'aconseguir el compliment de la naturalesa humana.

## Temes
Les notes del 1844 també es coneixen amb el nom de "Manuscrits de París" i són alguns dels primers escrits de filosofia i economia de Karl Marx. Tot i això, només es van publicar a la dècada de 1930, després que ja hagués
tingut lloc la Revolució Soviètica de 1917. Argumenta que el treballador està alienat de quatre maneres:
- Alienació del producte que produeix

- El treball es fa impersonal

- Alienació de la natura i del jo

- Alienació d'altres éssers humans

### Diners i alienació
Dins de l'economia política clàssica, els economistes exposaven teories que determinaven el valor en termes de metalls preciosos o diners, com la plata i l'or, els costos de producció, la quantitat de mà d'obra incorporada dins d'un producte i el procés caòtic, segons Marx, de la demanda i l'oferta.
Els diners es van inventar només per superar les dificultats d'intercanvi de mercaderies, ja que era i encara seria difícil comerciar cinc taronges per la meitat d'un gos. Per tant, els diners, com diu l'empirista John Stuart Mill, són només el mitjà per fer més flexible l'intercanvi. Per a Marx, el problema amb els diners consisteix en el fet que de ser un substitut es converteixen en un bé en ells mateixos. No representen el valor d'un o diversos béns, en canvi, el valor d'aquests béns es representa amb una quantitat de diners determinada. Per tant, a causa de la seva flexibilitat, els diners ho podrien comprar tot, sempre que estiguessin disponibles en quantitat suficient. El mecanisme de mercat per a l'intercanvi es va modificar i Marx va reclamar la fórmula del principi del mercat Money-Commodity-Profit (M-C-M') en contrast amb la fórmula tradicional Commodity-Money-Commodity (C-M-C) com una perversió de la lògica del mercat. Igual que va fer Aristòtil, Marx argumenta que el sistema de mercat no serveix per a satisfer un mer desig d'intercanvi, sinó que serveix per a l'objectiu d'obtenir un profit. Per obtenir guanys, cal invertir diners i convertir-los així en capital, esdevenint el capitalisme. Marx defineix el capital com a "mà d'obra acumulada".
Neix el fetitxisme dels diners. Els homes són avaluats quant a la seva credibilitat materialista. Això també es converteix en un judici econòmic de la seva moralitat. La conseqüència és que la individualitat i la moral humana es converteixen en un vehicle per guanyar diners. Els ideals humans bàsics canvien completament. L'objectiu principal dels homes passa a ser guanyar tants diners com sigui possible, posant tota la resta en un segon pla. Això millora la formació i la dimensió de les distàncies entre el capitalista i el treballador i dona poder als capitalistes. Això també significa que els més pobres depenen més dels rics, ja que són els seus empleats. Aquest és un procés lamentable per als pobres, ja que han de vendre la seva mà d'obra al capitalista i, a canvi, se'ls paga un salari. Tanmateix, el capitalista paga un salari inferior al valor afegit pel treballador. Aleshores, introdueix el producte al mercat, i el treballador ha de comprar el producte a un preu proporcionalment superior al que es pot permetre. D'aquesta manera es fa impossible per als pobres acumular capital i, d'altra banda, és força fàcil per al capitalista augmentar el seu. Es crea una situació de dissimulació i supervivència dels pobres.
Desenvolupant aquesta idea més endavant, la relació de crèdit es converteix en un objecte d'operacions d'abús i mal ús. Arribar al nivell estatal bastant ràpidament posa l'Estat en poder dels financers.

### Alienació
Per a Marx, l'alienació existeix principalment a causa de la tirania dels diners. Es refereix a la praxi i la producció d'Aristòtil, dient que l'intercanvi d'activitat humana implicada en l'intercanvi de producte humà, és l'activitat genèrica de l'home. L'existència conscient i autèntica de l'home, afirma, és l'activitat social i la satisfacció social.
A més, veu la naturalesa humana en la veritable vida comuna, i si aquesta no existeix com a tal, els homes creen la seva naturalesa humana creant la seva vida comuna. A més, argumenta de manera similar a Aristòtil que la vida comuna autèntica no prové del pensament, sinó de la base material, de les necessitats i de l'egoisme. Tanmateix, segons Marx, la vida s'ha d'organitzar humanament per permetre una forma real de vida comuna, ja que sota l'alienació la interacció humana està subordinada a una relació entre les coses. Per tant, només la consciència no és suficient.
Relacionar l'alienació amb la propietat.
Per satisfer les necessitats, s'ha d'intercanviar la propietat, convertint-la en un equivalent en termes de comerç i capital. A això s'anomena teoria del valor del treball. La propietat es fa molt impersonal. És un valor d'intercanvi, augmentant-lo fins a convertir-se en valor real.
La causa de l'alienació es troba en el capitalisme basat en la propietat privada dels mitjans de producció i els diners. El treball organitzat capitalista explota la classe treballadora. Es tira endarrere al nivell dels animals i, alhora, el capital guanya riquesa.

### Treball i treball assalariat
Com que res procedent de la naturalesa no pot entrar al mercat sense canvis, l'intercanvi pressuposa la mà d'obra, especialment el treball assalariat. Marx opina que l'alienació arriba al punt àlgid un cop el treball es converteix en treball assalariat. Un capitalista contracta un treballador per poder convertir els béns de capital en productes finals. Això no implica que el producte reflecteixi en qualsevol cas les necessitats del treballador, sinó que el produeix mitjançant processos aliens a ell. A més, els salaris només cobreixen els costos de subsistència del treballador i la seva família. Per tant, el preu de mercat no reflecteix en cap cas el salari, permetent la conclusió que el valor afegit pel treballador no es remunta al treballador, sinó que torna al capitalista. Una persona que compra amb diners no intercanvia directament el producte de la seva feina. D'altra banda, l'intercanvi primitiu només intercanvia un excedent de productes propis, sense intercanviar diners, sinó només per satisfer les seves necessitats.
Com més necessitats varien, més treballadors han d'especialitzar-se, més alienats s'enfronten els uns als altres. L'aliè necessita impulsar el treballador per treballar amb el seu únic objectiu, que és la satisfacció de les seves necessitats de subsistència, per garantir la mera existència.
Amb el desig de garantir la seva existència, el treballador es torna encara més dependent del seu empresari i del producte.
Com més treball humà s'especialitza, menys humà s'aconsegueix. Més aviat es desenvolupa cap al comerç i sembla fer de l'home un autòmat. Això indica i bàsicament afirma que la producció fa que els homes es comportin com a màquines, implicant que la mà d'obra està totalment alienada al subjecte que treballa, així com també s'aliena del seu objecte. Per això, Marx considera la unitat del treball humà com la seva divisió, ja que la capacitat productiva del treball cooperatiu és funció d'especialització i de divisió. També denuncia la impossibilitat de l'autorealització dels treballadors.
Aquesta divisió del treball augmenta amb la civilització, el que significa que amb la introducció de diners, el treballador ja no canvia només el seu excedent, sinó tot el seu producte per diners.